# 臺南南沙宮
22°59′51″N 120°11′48″E / 22.997391°N 120.196582°E
臺南南沙宮，全名「府城三協境下南河南沙宮開基包公廟」，簡稱「下南河南沙宮」，古名為「沙美傳香 下南河」，最早可溯於清代康熙年間，主祀黃府千歲，是五條港之南河港主廟，後因奉祀包青天而聞名，而又被稱為包公廟，亦是「包代巡」祖廟，位於臺南市中西區和平街55號。

## 沿革

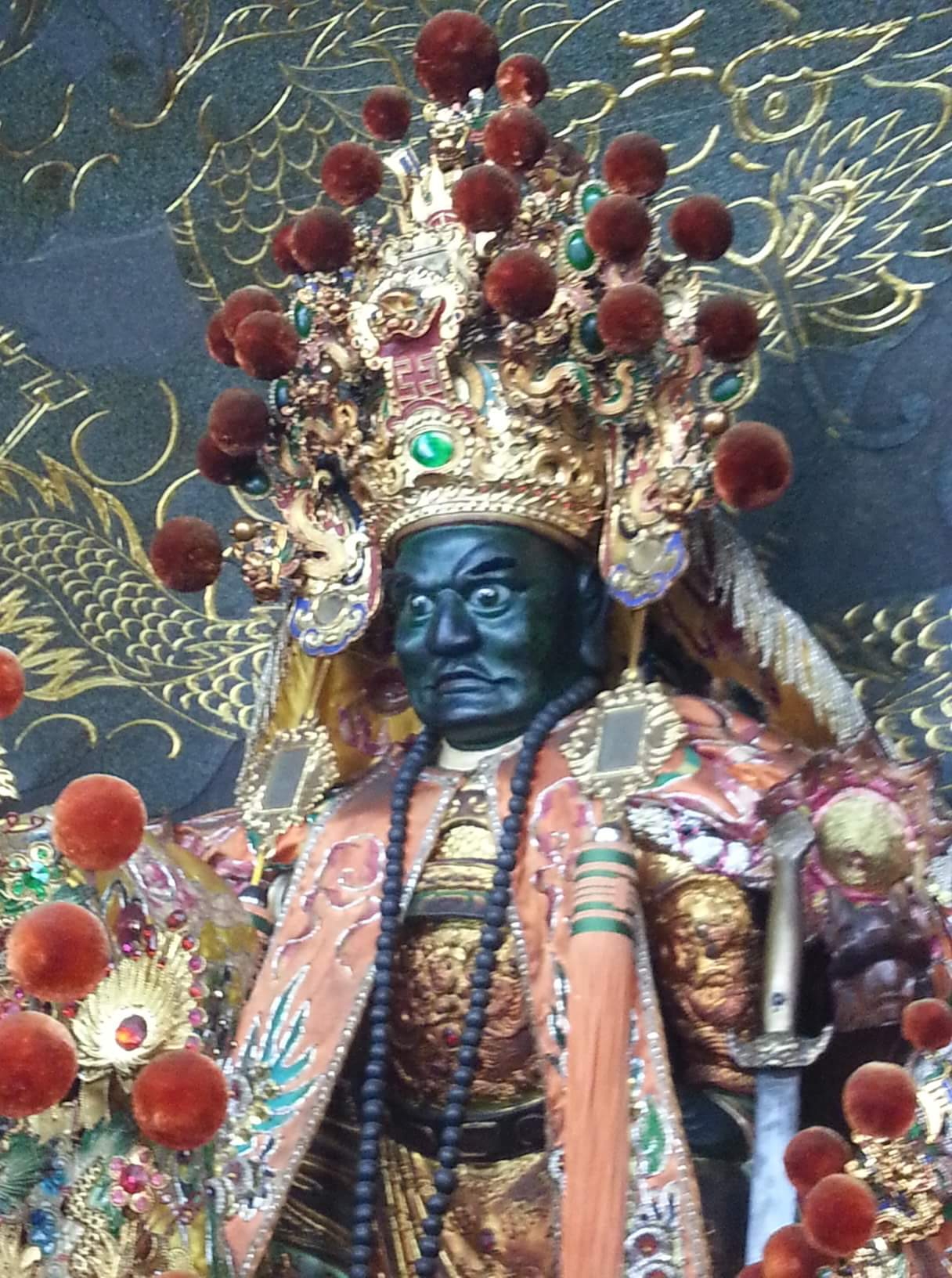
臺南下南河南沙宮 黃府千歲

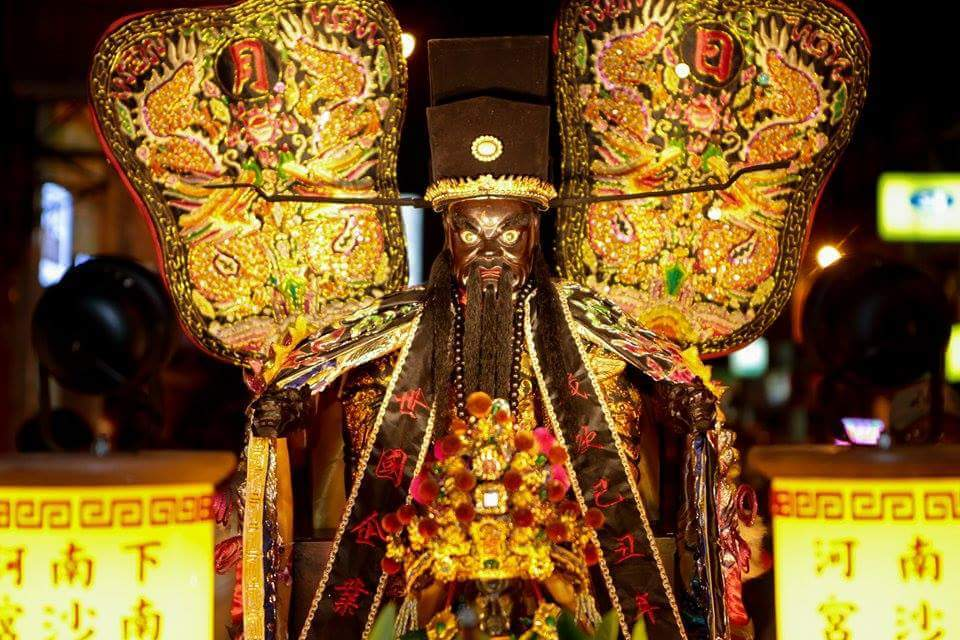
臺南下南河南沙宮 包府千歲

下南河南沙宮最早可溯於約1715年時，黃府千歲（現為「黃府二千歲」）和包府千歲隨著泉州晉江沙美的盧氏族人渡過黑水溝來台，到了府城下南河定居，並在下南河開火炭店，當時還未有廟名，因此當時的信徒及當地的民眾稱黃王、包王為「沙美傳香 下南河」。
不久，黃府千歲指示其另有大哥、三弟及其夫人，需雕塑供奉之；為了方便區分，將大哥稱為「黃府千歲」，二哥即原來的黃府千歲更名為「黃府二千歲」，三弟稱為「黃府三千歲」，大哥之夫人稱為「黃府夫人」。
後來，黃府千歲和包府千歲因適時的展現神蹟使當地地主石時榮得以保住多年來賺取的家產，石時榮為了答謝黃王爺、包王爺之庇佑，將盧氏族人向石家租的地捐予盧氏族人作為廟地，並由舊下南河、頂南河街、看西街、松仔腳等地的居民捐資建廟；舊宮廟體於1746年（乾隆十一年）完竣，位於南河港之港邊，坐南朝北，面向南河港，並以黃王來自南沙崗而取名為「南沙宮」。
當時五條港的各港，均有各姓氏之族人分據工作地盤，並各自建立廟宇。泉州晉江沙美的盧姓在南河港建立此廟；泉州晉江石湖的郭姓在南河港建立西羅殿；泉州晉江的許姓在南勢港建立金華府；泉州晉江前埔及泉州晉江石獅大崙的蔡姓在佛頭港建立聚福宮；泉州石獅塘後的黃姓在新港墘港建立集福宮。
後因黃府千歲神威顯赫、澤及萬民，因此香火日漸鼎盛，其廟體已不敷使用，於是眾信徒在得到黃府千歲同意後買下隔壁的民宅作為廟地，並開始進行重建之工程；新廟即為現況，廟體則遵從黃府千歲指示面向和平街（原南河港堤道，即南河街）及仁愛街（看西街）之交叉路口，於民國90年（2001年）舉行入廟儀式，並於民國93年（2004年）舉行建醮大典。

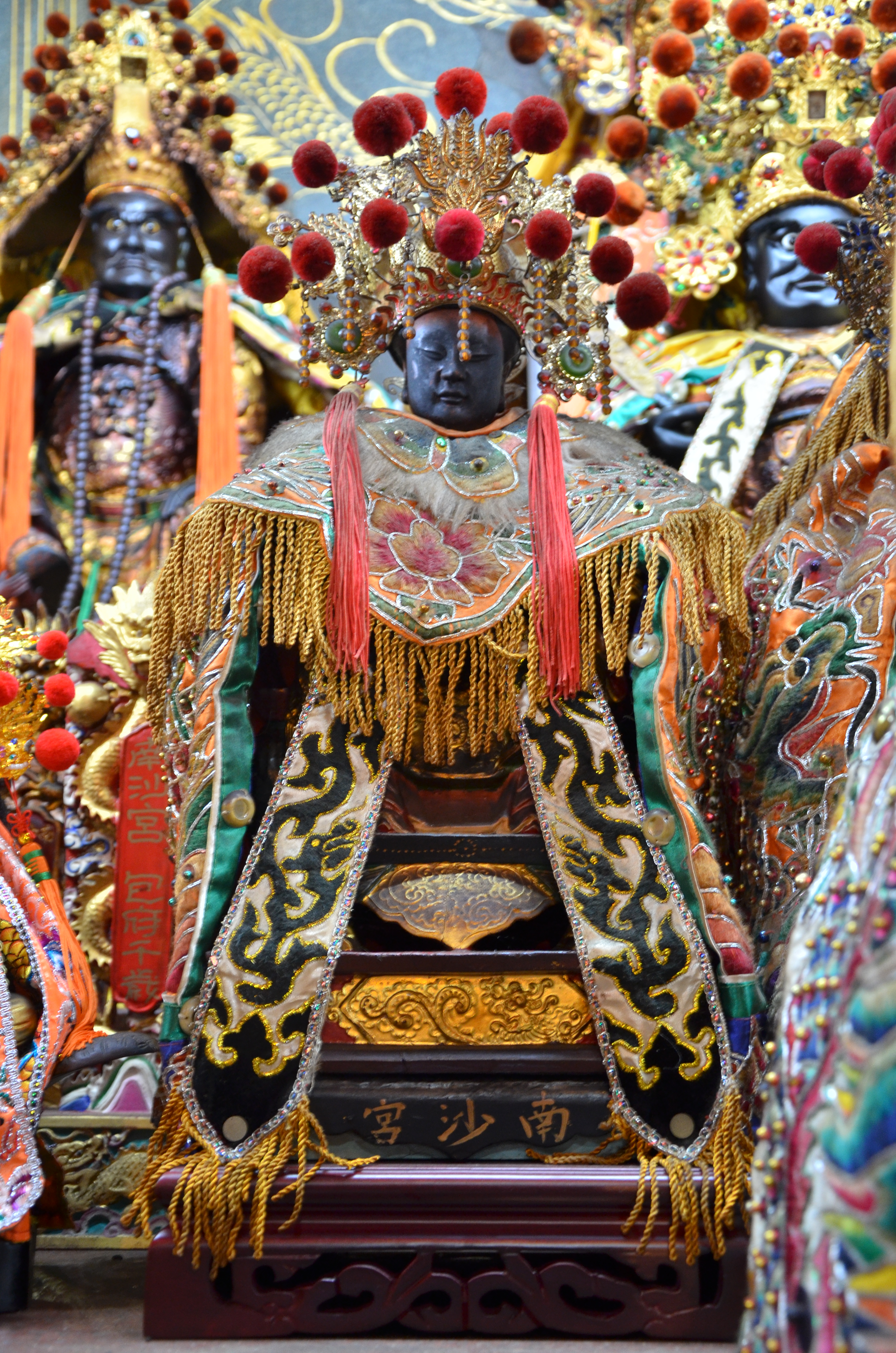
臺南南沙宮 黃府夫人

## 奉祀神祇

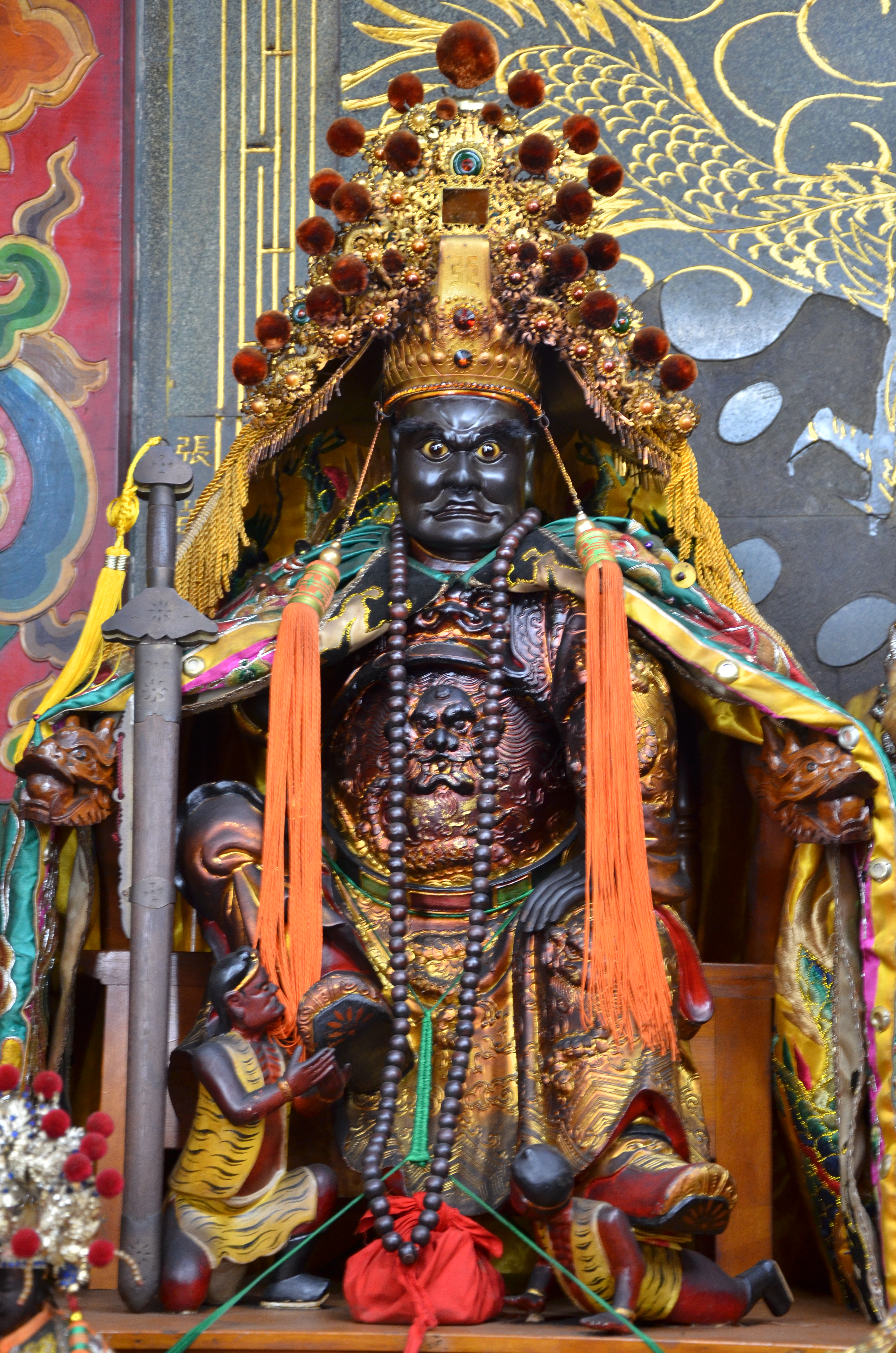
臺南南沙宮 黃府二千歲

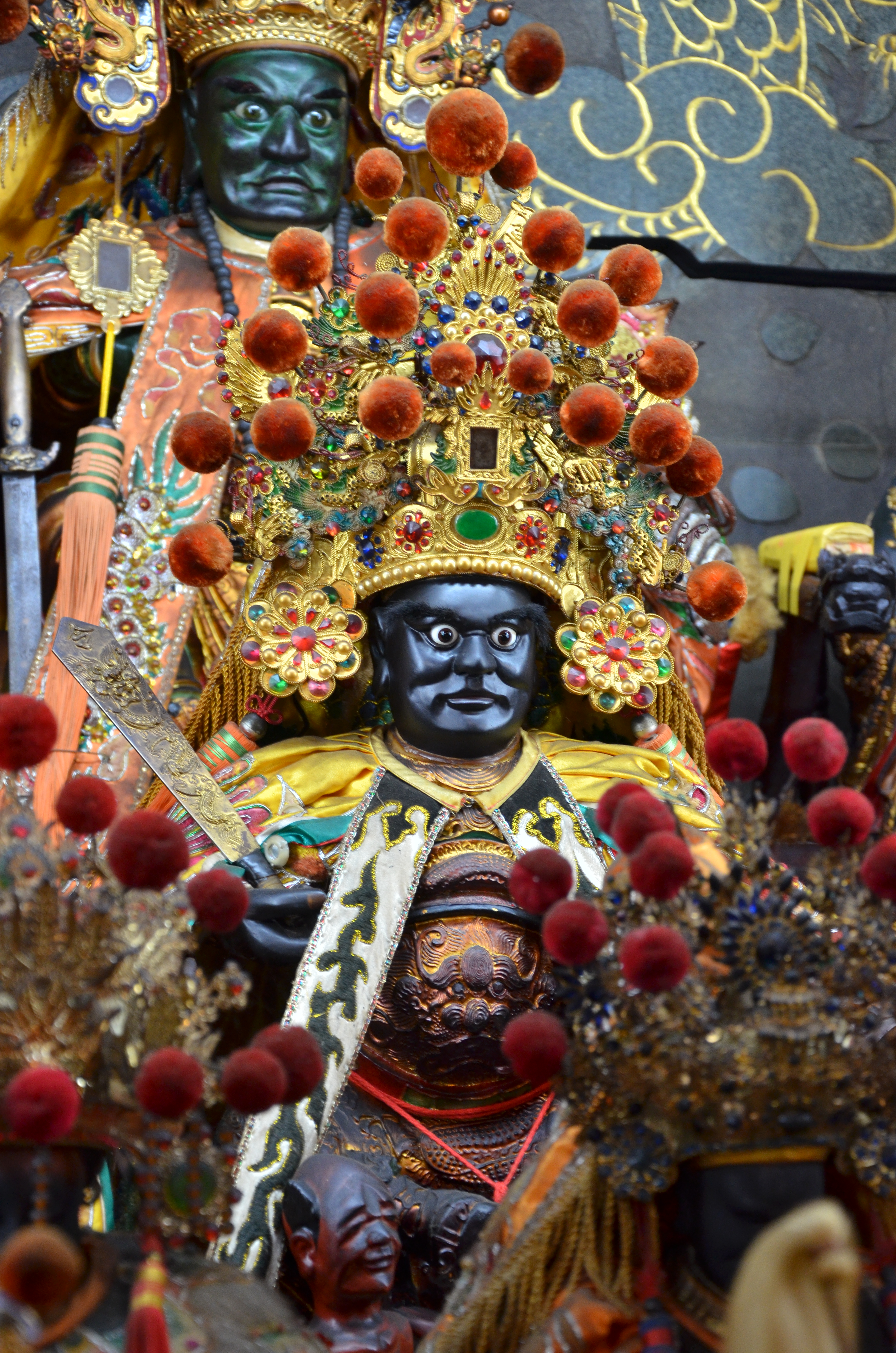
臺南南沙宮 黃府三千歲

- 黃府千歲：又尊稱為「黃府大千歲」、「黃府大王」，其特徵為頭戴文帝帽、身著橘袍、腳踏雙鬼、青臉紅眉無鬚、右手掌帶、左手壓於腿上。
- 包府千歲：又尊稱為「包代巡」，其特徵為頭戴烏紗帽(或帝帽)咖啡色(或為黑)臉、長鬚、手持尚方寶劍(或持笏)、腳踏雙獅，額上的紅月為該宮包公最大的特色[註 2]；該宮之包公專司司法之事及文昌之職。
- 黃府夫人：為黃府千歲之妻，專管男女姻緣之事，為端坐於龍椅上，呈抱壽(抱袖)體或持如意之姿，頭戴鳳冠。
- 黃府二千歲：又尊稱為「黃府二王」，頭戴三翅王帽、身著綠袍、腳踏雙鬼、面為水藍色、眉為火紅色、無鬚、右手持劍令、左手壓於腿上。
- 黃府二夫人：為黃府二千歲之妻，盤坐於白鶴之上，左手持號角，右手持鈴，頭戴鳳冠。
- 黃府三千歲：又尊稱為「黃府三王」，頭戴四角金盔、身著黃袍、褐臉無鬚、右手持令牌、左手壓於腿上、右腳踏金獅、左腳踩小鬼，專司孩童之事。
- 大房頭六姓府千歲：為「張王府」、「黃王府」（即黃府二千歲）、「朱王府」、「欽王府」、「順王府」、「十三王府」[註 3]所組成。
- 晉江五府千歲：「白府千歲」、「藍府千歲」、「仟府千歲」、「欽府千歲」、「查府千歲」所組成。
- 福德正神、中壇元帥、王朝馬漢將軍、狄青石玉元帥…等。

## 例行祭日、活動
- 農曆正月初一 開正接神
- 農曆正月初九 玉皇上帝萬壽

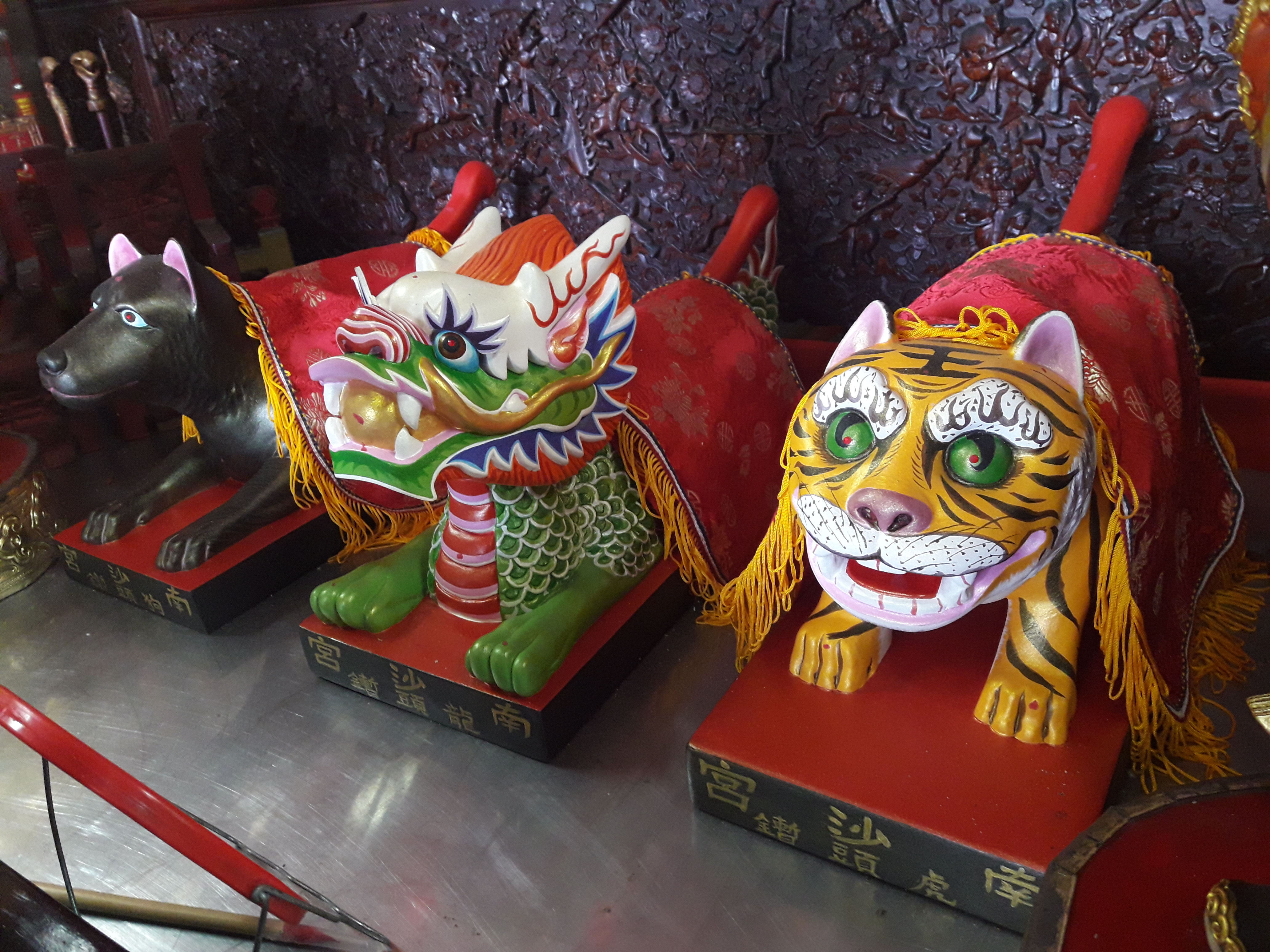
臺南南沙宮 龍頭鍘、虎頭鍘、狗頭鍘

- 農曆四月十二 黃府二千歲開光紀念日 暨陪祀神尊聖誕、信徒大會
- 農曆六月廿八 包府千歲聖誕
- 農曆八月十二 黃府夫人聖誕
- 農曆十月十六 黃府千歲聖誕
- 農曆十二月二十 送神

## 特色

### 神尊
- 包府千歲：該宮包公最大的特色為其額上之月牙印為「紅月」，與其他廟宇之包公神像不同。其鎮殿神尊由魏俊邦打粗胚，並由西佛國蔡心雕刻。
- 黃府二千歲：其鎮殿神尊是由西佛國蔡心所粧，姿態為「大反手」，與一般王爺體態不同，極具特色；鎮殿二千歲亦為南沙宮之轎班會[註 4]之精神領袖，因此其開光紀念日[註 5]時會有許多老一輩的轎班人員會至廟裡祝壽。
- 晉江五府千歲－欽府千歲：該宮欽府千歲相傳於災難時曾現身救災，故雕塑金身時便由其救災時曾抱起嬰兒之貌來雕塑，成為全台唯一抱著嬰兒的千歲爺。
- 龍頭鍘、虎頭鍘、狗頭鍘：為在小說「七俠五義」（三俠五義）中包公斬惡人之刑具，龍頭鍘專斬為惡的皇親國戚，虎頭鍘專斬貪官汙吏，狗頭鍘專斬作惡刁民[9]；該宮原只有虎頭鍘，於大凶之時開光；後奉該宮包府千歲聖示要增塑龍頭鍘及狗頭鍘、整理虎頭鍘，並欽點由雕塑該宮鎮殿包府千歲之師傅魏俊邦之子魏介民師傅雕製，於2016年（民國105年）7月27日（農曆六月廿四）卯時開光迪吉。

### 別名
- 南沙宮除了「包公廟」、「港頭廟」[10]外，亦有「南沙間」[註 6]、「沙美傳香」、「下南河」、「南沙」[註 7]…等稱呼。
- 包府千歲：「包代巡」[註 8]、「閻羅天子」、「包公祖」。
- 開基黃府二千歲：「南河港主」、「港主佛」。

### 儀式
- 點燈：該宮奉黃府千歲及包府千歲之聖喻，於民國105年（2016年）1月24日（歲次丙申年農曆十二月十五日）啟用三合燈、申冤燈[11][12]及光明燈，供民眾祈福。

## 附屬組織
- 轎班會－六合轎班會：又稱為「南沙宮轎班會」，曾一時揚名於府城內外，但後因轎班人員皆有正當工作而無法參與轎班之事而漸漸沒落；近幾年由廟中之青年重組，但已解散。
- 小法團－顯心壇：為閭山法脈，由柯天降法師（阿降師）所傳，後因人事問題而出走，並於永康地區開館[13]，稱為「南沙宮顯心壇」、「沙美傳香顯心壇」；於2015年(民國104年)毀於祝融；現已不存。[14]
- 大駕班－南聖堂：主祀黃府千歲、閻羅天子、包府千歲[註 9]，當時因人事問題而出走。現址於永樂市場二樓，其鎮殿神尊—黃府二千歲原為南沙宮之神尊，因那尊為南聖堂出錢所粧，因此他們又新粧了一尊黃府二千歲與南沙宮換。
- 家將館－如性慈祥堂：為全台白龍庵趙部振靈公之駕前家將，原負責宮廟為南沙宮，後因人事問題而與顯心壇同時出走，並將其香火安於顯心壇；於2015年(民國104年)與顯心壇同時毀於祝融；現已不存。
- 軒社－南河社：為北管軒社，活躍於民國七、八十年間，後因後繼無力而解散；現已不存。
- 陣頭－兒童金獅陣：由當地7歲至14歲的少年所組成，活躍於民國七、八十年間，後因後繼無力而逐漸沒落；現已不存。

## 三協境
由南沙宮、 金華府及藥王廟所共同聯防之區域，並以風神廟為主廟，防禦區域是在城外五條港之南河港和南勢港 。
- 臺南風神廟
- 臺南金華府
- 臺南藥王廟

## 相關條目

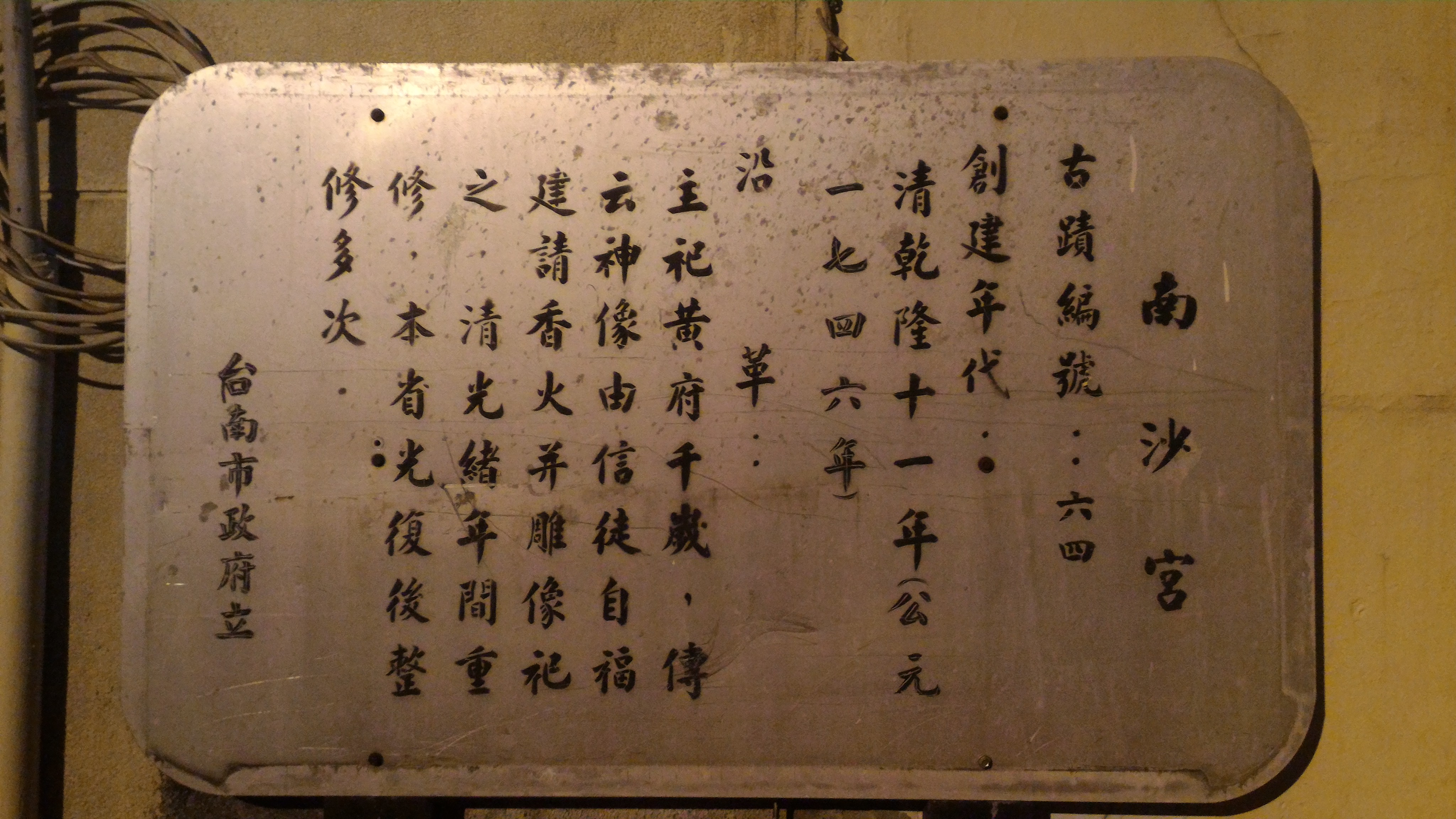
臺南下南河南沙宮 古蹟編號

## 外部連結

### 官方網站、地標、粉絲團
- 下南河南沙宮開基包公廟 官方網站 （页面存档备份，存于）
- 三協境下南河南沙宮開基包公廟的Facebook專頁 （页面存档备份，存于）
- Google Map 南沙宮

### 活動紀錄
- 施冠鴻幫助南沙宮上維基
- 高中生寫廟誌 躍登維基百科 （页面存档备份，存于）
- 祈求包公伸冤解難 南沙宮掛申冤燈